# Покровка (Муслюмовский район)
Покровка (тат. Покровка) — село в Муслюмовском районе Республики Татарстан России. Входит в состав Старокарамалинского сельского поселения.

## География
Село находится в восточной части Татарстана, в лесостепной зоне, на правом берегу реки Калмии, к югу от автодороги 16К-0143, на расстоянии примерно 18 километров (по прямой) к востоку от Муслюмова, административного центра района. Абсолютная высота — 158 метров над уровнем моря.

### Климат
Климат характеризуются как умеренно континентальный, с продолжительной умеренно холодной зимой и тёплым летом. Среднегодовая температура воздуха составляет 3,8 °С. Средняя температура воздуха самого холодного месяца (января) — −12,2 °C (абсолютный минимум — −49 °C); самого тёплого месяца (июля) — 19,7 °C (абсолютный максимум —39 °С). Безморозный период длится в течение 125—130 дней. Среднегодовое количество атмосферных осадков составляет 460 мм, из которых до 70 % выпадает в период с апреля по октябрь. Снежный покров держится около 150 дней.

### Часовой пояс
Село Покровка, как и весь Татарстан, находится в часовой зоне МСК (московское время). Смещение применяемого времени относительно UTC составляет +3:00.

## Население
По данным на 2011 год, постоянное население в селе отсутствовало.